# Robert James Gorlin
Robert James Gorlin (ur. 11 stycznia 1923 w Hudson, zm. 29 sierpnia 2006 w Minneapolis) – amerykański lekarz, genetyk kliniczny.
Robert James Gorlin ukończył Columbia College, służył w US Army podczas II wojny światowej. Po wojnie studiował na Washington University School of Dentistry, studia ukończył w 1947. Następnie studiował chemię na Iowa State University. W 1956 podjął pracę w University of Minnesota School of Dentistry, gdzie jako profesor kierował katedrą patologii jamy ustnej od 1958.
Gorlin znany jest ze swoich prac nad zespołami wad dotyczącymi głowy i szyi. Napisał około 400 prac na ten temat, a także klasyczną monografię Syndromes of the Head and Neck.